# America 1929 - Sterminateli senza pietà
America 1929 - Sterminateli senza pietà (Boxcar Bertha) è un film del 1972 diretto da Martin Scorsese.
Promosso come "tratto da una storia vera", in verità il film è basato sul personaggio immaginario Bertha Thompson, protagonista del romanzo pseudo-autobiografico Sister of the Road, scritto in realtà da Ben L. Reitman.

## Trama
Durante la grande depressione, un'orfana di nome Bertha Thompson incontra su un treno merci il sindacalista Big Bill Shelly, di cui si innamora, venendo però abbandonata subito dopo. Successivamente diviene complice di un baro, con l'aiuto del quale libera Shelly dal carcere. Insieme compiono una serie di rapine ai treni e in banca al fine di attaccare lo schiavista della grande ferrovia, Sartoris, e uscire dalla crisi della grande depressione. Le loro idee però possono mettere in pericolo la loro vita.